# Adri Badenhorst
Pour les articles homonymes, voir Badenhorst.

a Compétitions nationales et continentales officielles uniquement.

Dernière mise à jour le 24 juillet 2020.
Adriaan Johannes « Adri » Badenhorst, né le 18 juillet 1978 à Prieska en Afrique du Sud, est un joueur sud-africain de rugby à XV évoluant au poste de deuxième ligne au SU Agen (1,97 m pour 107 kg).

## Carrière

### En club
- 1999-2006 : Western Province (Currie Cup)
- 2000 : université de Stellenbosch
- 2001-2006 : Stormers (Super 12)
- 2006-2012 : SU Agen (Top 14, puis Pro D2)
- 2012 : Retraite